# NGC 4898
NGC 4898 est une paire de galaxies elliptiques située dans la constellation de la Chevelure de Bérénice. La vitesse de la paire par rapport au fond diffus cosmologique est de 6 930 ± 25 km/s, ce qui correspond à une distance de Hubble de 102,2 ± 7,2 Mpc (∼333 millions d'al). NGC 4898 a été découverte par l'astronome français Heinrich Louis d'Arrest en 1864.
La désignation DRCG 27-121 est utilisée par Wolfgang Steinicke pour indiquer que cette galaxie figure au catalogue des amas galactiques d'Alan Dressler. Les nombres 27 et 121 indiquent respectivement que c'est le 27e amas de la liste, soit Abell 1656 (l'amas de la Chevelure de Bérénice), et la 121e galaxie de cet amas. Dressler indique que NGC 4898 est une galaxie elliptique de E.

## Quelques galaxies d'Abell 1656 dans la région

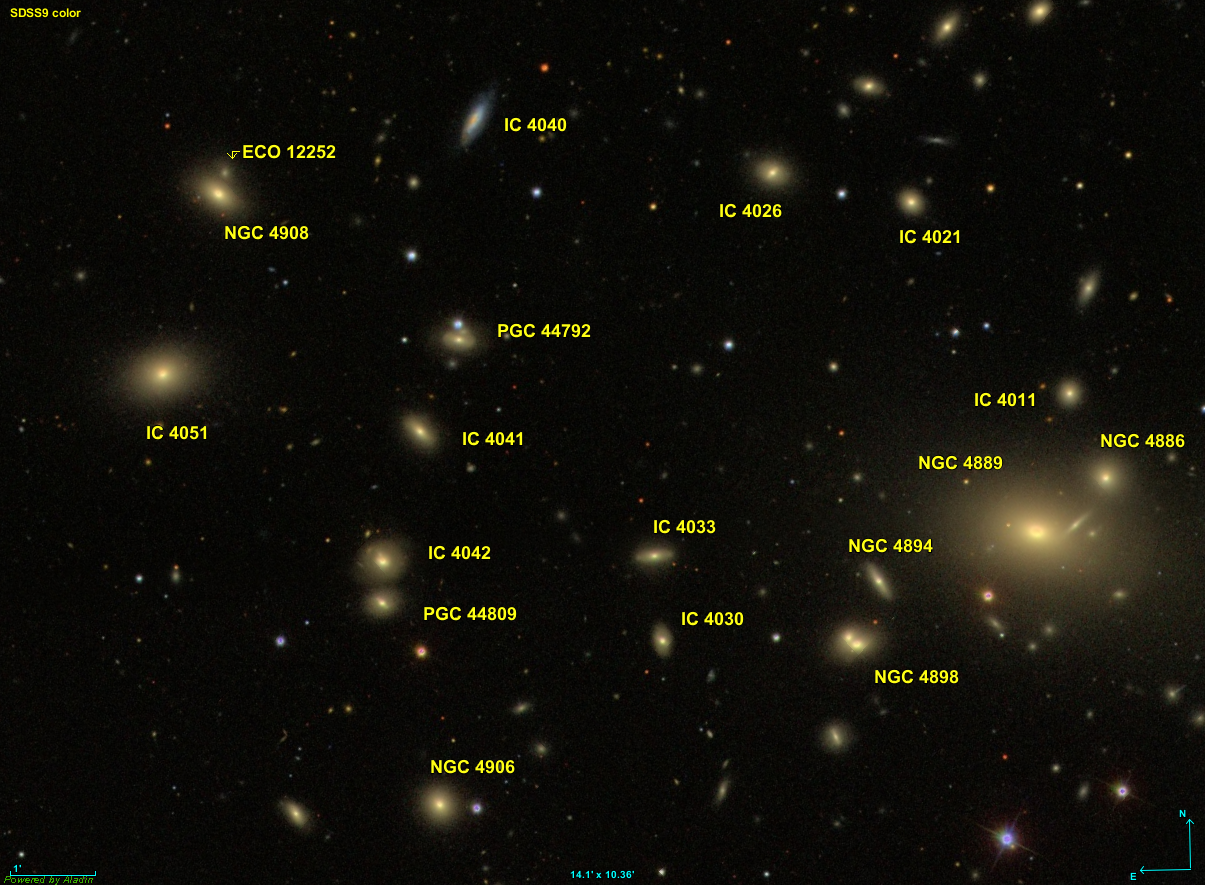
Quelques galaxies de l'amas de la Chevelure de Bérénice dans la région de NGC 4898.

Comme le montre l'image obtenue des données du relevé SDSS, plusieurs galaxies voisines de NGC 4898 font partie de l'amas de la Chevelure de Bérénice. Sur cette image, seule NGC 4899 n'en fait pas partie. Toutes les autres galaxies apparaissent au catalogue de Dressler. Le tableau ci-dessous indique la correspondance entre les désignations courantes et les désignations employées par Dressler.
| Designation | DRCG                 |
| ----------- | -------------------- |
| IC 4011     | 27-150               |
| IC 4021     | 27-152               |
| IC 4026     | 27-170               |
| IC 4030     | 27-119               |
| IC 4040     | 27-169               |
| IC 4041     | 27-145               |
| IC 4042     | 27-144               |
| IC 4051     | 27-167               |
| NGC 4886    | 27-151               |
| NGC 4894    | 27-122               |
| NGC 4906    | 27-118               |
| NGC 4908    | 27-143               |
| PGC 44792   | ABELL 1656:[D80] 47  |
| PGC 44809   | ABELL 1656:[D80] 53  |
| ECO 12252   | ABELL 1656:[D80] 133 |